# Giacomo Facco
Giacomo Facco (né en 1676 à Marsango, près de Venise – mort le 16 février 1753 à Madrid) est un compositeur et violoniste italien du XVIIIe siècle.

## Biographie
À l'origine, Giacomo Facco avait été invité à Lisbonne comme maître de musique de la princesse Maria Barbara à partir de 1720, cela par l'intermédiaire du vice-roi espagnol à Messine.
Avant de partir pour l'Espagne, il publia à Amsterdam une série de concertos en deux volumes (1716-1719). À Madrid, il occupa à la chapelle royale des postes de maître de clavecin du jeune prince Luis et, plus tard, de maître de musique du prince Charles, fils d'Isabelle Farnèse et futur Charles III d'Espagne.
En 1721, son opéra espagnol en deux actes, un melodrama al estilo italiano, Amor es todo invencion o Jupiter y Amphitrion fut représenté devant Philippe V d'Espagne et sa cour au théâtre royal du Buen Retiro. En 1724, il composa la musique pour la représentation de Fieras afemina amor, dédiée à Luis I,. En 1728, sa zarzuela Amor aumenta el valor fut donnée dans le palais de l'ambassadeur d'Espagne à Lisbonne.
Son fils Pablo (1711-1769) entra en service royal comme violoniste de la chapelle en 1728.

## Opéras
- Las Amazonas de España
- Amor es todo invenvion
- Amor Aumenta el Valor
- Il Faramondo
- Fieras Afemina Amor
- La Hazana Mayor de Alcides
- Penelope la Casta
- Le Regime di Macedonia
- I Rivali Generosi